# Śmietanka

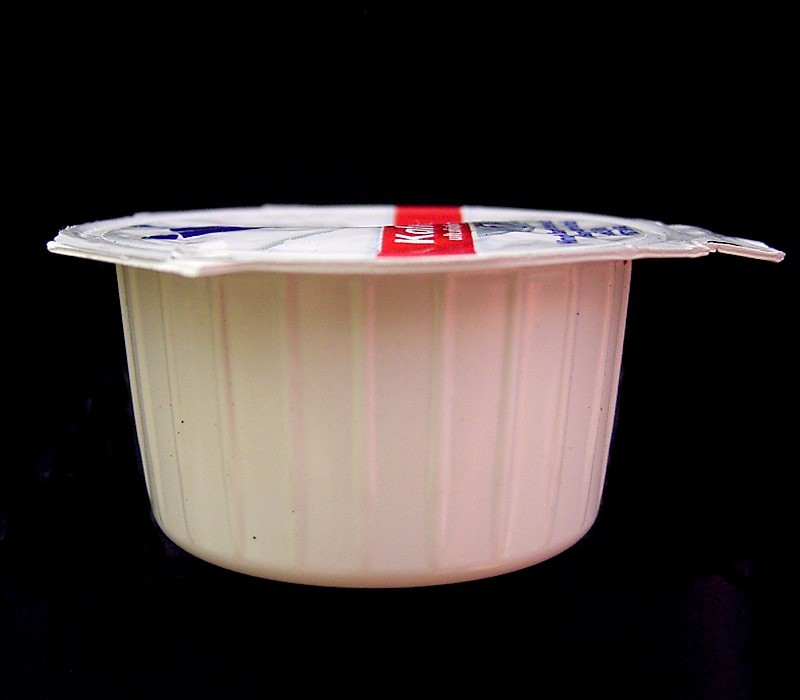
Opakowanie śmietanki do kawy

Śmietanka – produkt mleczny otrzymywany w procesie odwirowywania mleka. Stanowi półprodukt przy wytwarzaniu wielu produktów mlecznych np. śmietany, masła śmietankowego, lodów śmietankowych.
W produkcji śmietanki przeprowadza się jej normalizację, tzn. zmieszanie z mlekiem w takiej proporcji, by finalny produkt zawierał pożądaną ilość tłuszczu. Następnie poddaje się ją pasteryzacji (sterylizacji lub obróbce UHT) i ewentualnie homogenizacji.
Na polskim rynku wyróżnia się cztery główne rodzaje śmietanki:
- do kawy (o zawartości 9% tłuszczu),
- 12-procentową,
- kremową (30% tłuszczu),
- tortową (36% tłuszczu).

Produkowane są także również śmietanki o 18% i 20% zawartości tłuszczu.
Śmietanka o zawartości 9–20% tłuszczu używana jest jako dodatek do zup, sosów, kawy i deserów. Śmietanki o zawartości 30-36% tłuszczu używa się do deserów i sporządzania kremu „bita śmietanka”. Bite śmietanki w sprayu (z tlenkiem diazotu) zwykle wytwarzane są ze śmietanki 20%. Śmietanki używa się też np. do przyrządzania koktajli (mlecznych z owocami, alkoholowych i in.).

## Regulacje
Decyzją Trybunału Sprawiedliwości Unii Europejskiej z 2017 roku termin „śmietanka” co do zasady zarezerwowany jest wyłącznie dla przetworów mleka zwierzęcego, podobnie jest w wypadku pojęć: mleko, ser, śmietana, chantilly (w znaczeniu: bita śmietanka), masło i jogurt. Dotyczy to też nazw: bita śmietana, kefir, maślanka.